# Fiat Coupé
Das Fiat Coupé, das werksseitig unter der Bezeichnung Coupé Fiat vermarktet wurde, ist ein kompakter Sportwagen des italienischen Automobilherstellers Fiat. Die interne Modellbezeichnung des von Januar 1994 bis Dezember 2000 gebauten Fahrzeugs lautet Tipo 175; während der Entwicklungsphase wurde das Auto auch Coffango genannt. Technisch basiert das Coupé auf der Kompaktlimousine Fiat Tipo. Das Auto gehört aufgrund seines Designs zu den begehrten Youngtimern.
Das Topmodell, der Fiat Coupé 20V Turbo, war bei seinem Marktstart mit einer Höchstgeschwindigkeit von 250 km/h das schnellste Serienauto mit Frontantrieb. Es ist bis heute (2019) das schnellste Modell, das Fiat serienmäßig hergestellt hat.

## Entstehungsgeschichte

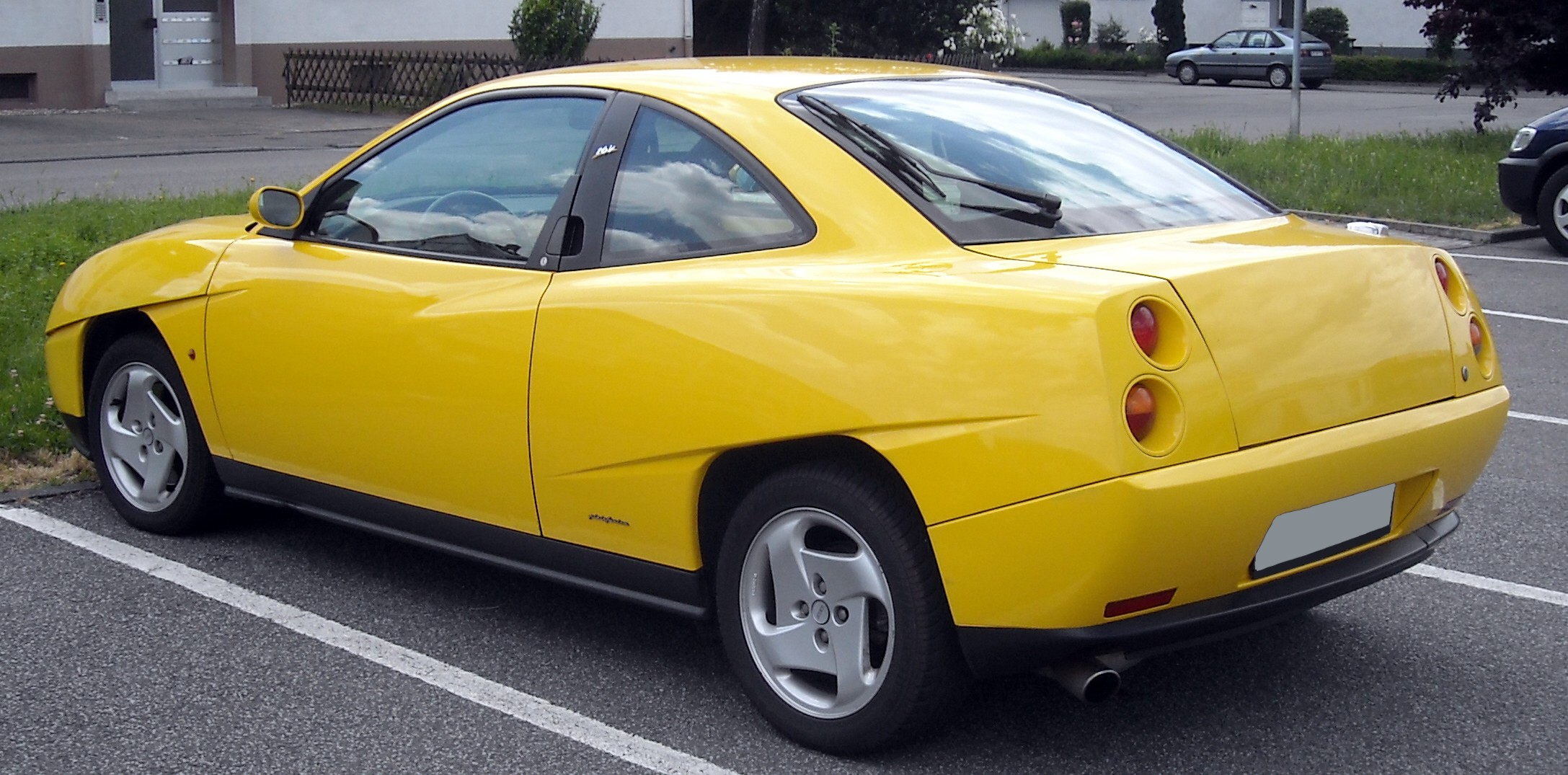
Heckansicht

Zu den Besonderheiten des Coupé Fiat gehört das polarisierende Design seiner Karosserie. Es entstand in Fiats eigenem Centro Stile, das sich in einem Wettbewerb gegen Pininfarina durchsetzte. Aus Pininfarinas Entwurf wurde später das Peugeot 406 Coupé entwickelt. Der Centro-Stile-Entwurf wurde von Chris Bangle verantwortet, der nach eigener Darstellung die italienische Designsprache der 1980er-Jahre mit Stilelementen US-amerikanischer Sportwagen kombinierte. Die Frontpartie ist laut Bangle eine Hommage an den Ford GT40, während der frei stehende Tankdeckel einen Dodge Charger von 1968 zitieren soll. Die runden Rückleuchten sind klassische Kennzeichen italienischer Sportwagen/Ferrari. Das steil abfallende Kammheck war eine Vorgabe der Unternehmensleitung und folgte aerodynamischen Gesichtspunkten. Die von Bangle favorisierten beweglichen Spoiler wurden dagegen aus Kostengründen nicht in die Serienfertigung übernommen. Die Gestaltung des Innenraums, der einen in Wagenfarbe lackierten Instrumententräger enthält, war eine Arbeit Pininfarinas.
Der 4,25 m lange Wagen hat zwei Sitzplätze vorne und zwei Sitze im Fond, wobei letztere nicht für Großgewachsene geeignet sind.

## Übersicht

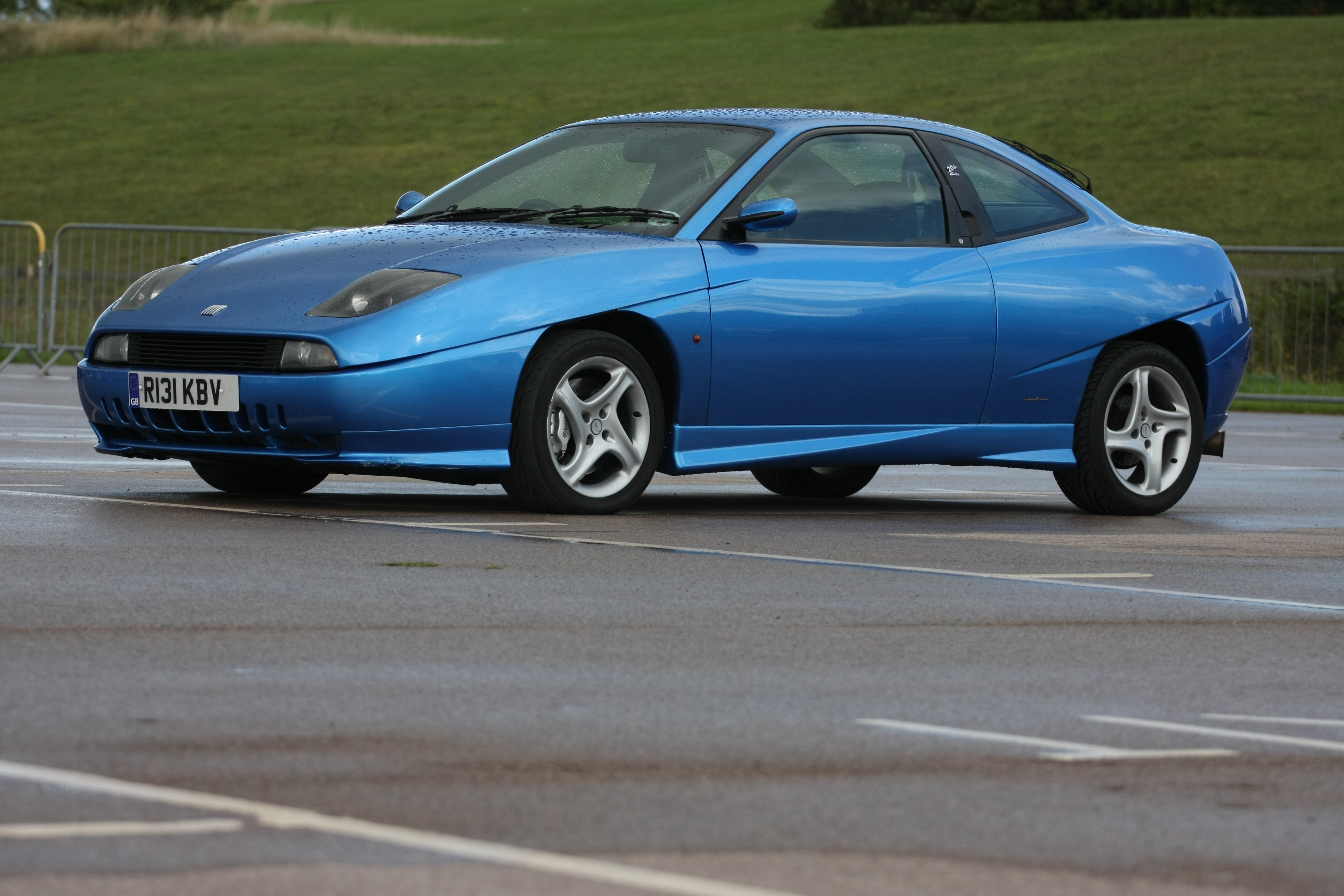
Fiat Coupé 20V Turbo (1996–2000)

- Januar 1994: Modelleinführung. Verfügbare Motoren: 2.0 16V mit 102 kW (139 PS) und 2.0 16V Turbo mit 140 kW (190 PS), beides Vierzylinder.
- Juni 1996: Einführung des 1.8 16V mit 96 kW (131 PS)
- Oktober 1996: Start der Fünfzylinder-Motoren 2.0 20V mit 108 kW (147 PS) und 2.0 20V Turbo mit 162 kW (220 PS)
- Mai 1998: Leistung des 2.0 20V wird auf 113 kW (154 PS) erhöht durch Umstellung auf MPI-Technik
- 1998–1999: Limited Edition (nur 20V Turbo)
- 1999–2000: Plus Edition 20V Turbo und 1.8 16V
- August 2000: Last Edition
- September 2000: Einstellung der Produktion

## Motoren

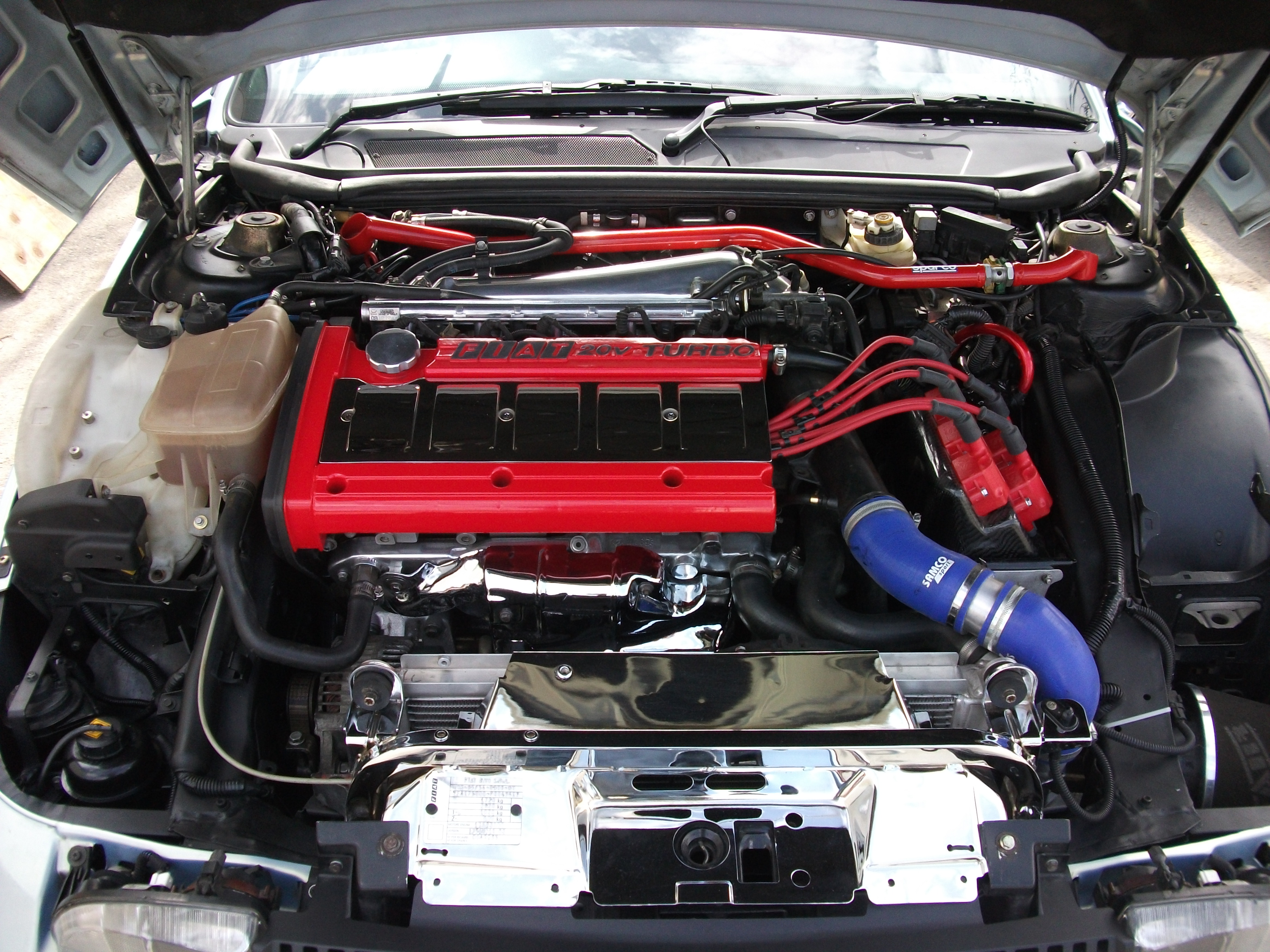
Blick auf den 20V Turbo

| Modell        | Hubraum  | Zylinder | Leistung                     | Drehmoment          | Bauzeit         |          |
| Benziner      | Benziner | Benziner | Benziner                     | Benziner            | Benziner        | Benziner |
| ------------- | -------- | -------- | ---------------------------- | ------------------- | --------------- | -------- |
| 1.8 16V       | 1747 cm³ | 4        | 96 kW (131 PS) bei 6300/min  | 164 Nm bei 4300/min | 06/1996–12/2000 |          |
| 2.0 16V       | 1995 cm³ | 4        | 102 kW (139 PS) bei 6000/min | 180 Nm bei 4500/min | 01/1994–07/1996 |          |
| 2.0 20V       | 1998 cm³ | 5        | 108 kW (147 PS) bei 6100/min | 186 Nm bei 4500/min | 10/1996–04/1998 |          |
| 2.0 20V       | 1998 cm³ | 5        | 113 kW (154 PS) bei 6500/min | 186 Nm bei 3750/min | 05/1998–12/2000 |          |
| 2.0 16V Turbo | 1995 cm³ | 4        | 140 kW (190 PS) bei 5500/min | 290 Nm bei 3400/min | 01/1994–07/1996 |          |
| 2.0 20V Turbo | 1998 cm³ | 5        | 162 kW (220 PS) bei 5750/min | 310 Nm bei 2500/min | 10/1996–12/2000 |          |

## Produktion

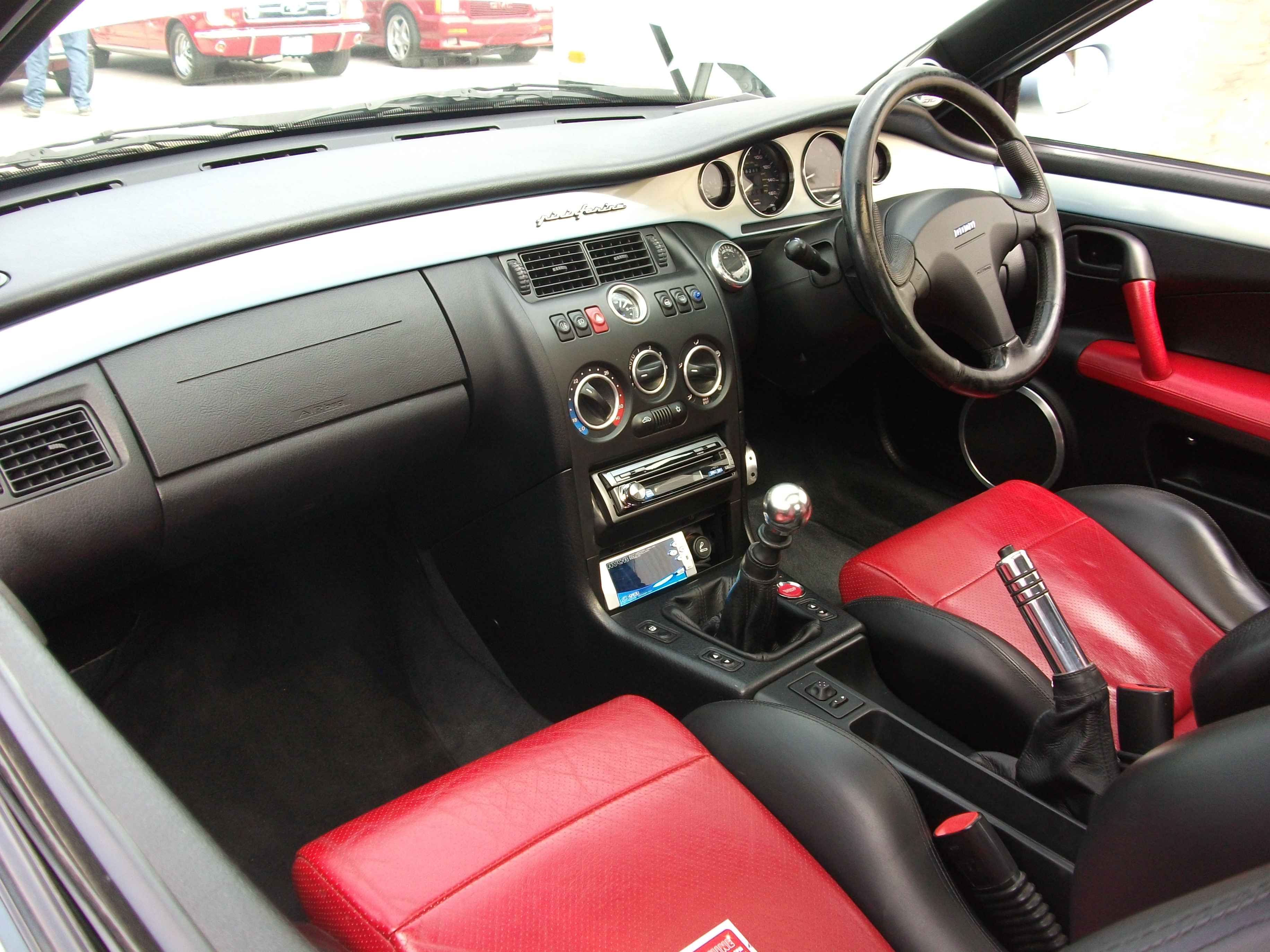
Cockpit

Das Coupé Fiat wurde bei Pininfarina gefertigt. Der Wagen sollte Fiat, zusammen mit dem von Frühjahr 1995 bis Mitte 2005 gebauten offenen Barchetta, ein sportlicheres Image verleihen und an die Coupé-Historie der Marke anknüpfen. Insgesamt entstanden 72.762 Exemplare des Coupé Fiat. Das produktionsstärkste Jahr war 1994, als 17.600 Fahrzeuge hergestellt wurden. Danach nahm die Produktion kontinuierlich ab. Ab 1998 wurden nur noch vierstellige Fertigungszahlen erreicht.
In Deutschland sowie auch in anderen Ländern konnte das Auto keine hohen Absatzzahlen erreichen. Daran änderten auch die 1998 im Wageninneren vorgenommenen Modifikationen nichts.